# Grand Prix automobile d'Australie 2024
GP précédent GP suivant
Le Grand Prix automobile d'Australie 2024 (Formula 1 Rolex Australia Grand Prix 2024), disputé le  24 mars 2024  sur le circuit d'Albert Park, est la 1104e épreuve du championnat du monde de Formule 1 courue depuis 1950. Il s'agit de la 37e édition du Grand Prix d'Australie comptant pour le championnat du monde de Formule 1, de la 27e édition disputée à Melbourne, et de la troisième manche du championnat 2024.
Si la concurrence, et en particulier Ferrari a pu nourrir l'espoir de prendre les devants sur la grille de départ, Max Verstappen la refroidit dès sa première tentative en Q3 et enfonce le clou lors de son deuxième tour rapide qu'il est le seul à boucler en moins de 1 min 16 s. Il réalise sa 35e pole position et reste invaincu dans cet exercice en 2024. Chassant son rival, Charles Leclerc part au large dans le virage no 12 et avorte son ultime tentative. Carlos Sainz, de retour après son opération de l'appendicite, se hisse toutefois en première ligne, à 27 centièmes de seconde du triple champion du monde. Derrière eux, l'ordre de départ est chamboulé puisque Sergio Pérez, auteur du troisième temps, est pénalisé d'un recul de trois places pour avoir gêné Nico Hülkenberg lors de la Q1. Ainsi, Leclerc accède à la deuxième ligne, derrière Lando Norris. Oscar Piastri s'élance cinquième, devant Pérez sur la troisième ligne. Suivent, en quatrième ligne, George Russell et Yuki Tsunoda puis, sur la cinquième ligne, les Aston Martin de Lance Stroll et de Fernando Alonso.
Toute série connaît une fin ; à Melbourne en 2022, Max Verstappen avait abandonné pour la dernière fois avant d'enchaîner 43 Grands Prix dans les points, dont 35 victoires, et 9 consécutives depuis la saison précédente. Il abandonne, frein arrière droit en feu, dès le troisième tour, tandis que Carlos Sainz s'envole vers la victoire à peine deux semaines après avoir quitté l'hôpital. L'Espagnol prend la tête de la course dès la fin du premier tour, lorsque les ennuis du Néerlandais commencent, et n'est plus inquiété jusqu'au terme. Il remporte ainsi la troisième victoire de sa carrière, après avoir été le seul à battre les Red Bull en 2023. Charles Leclerc, auteur du meilleur tour à deux boucles de l'arrivée, termine dans son sillage et permet à la Scuderia Ferrari d'obtenir un 86e doublé, le premier depuis le Grand Prix de Bahreïn 2022. Battues par Leclerc sur la stratégie et la rapidité des arrêts aux stands, les McLaren terminent juste derrière. Lando Norris s'adjuge la troisième place après un ordre donné au vingt-neuvième tour à Oscar Piastri, moins rapide que lui, pour qu'il le laisse passer afin de tenter de chasser la position de Leclerc ; il achève l'épreuve à trois secondes du Monégasque.  
Au volant de l'autre RB20, Sergio Pérez mène une course sans relief qu'il achève au cinquième rang à presque une minute du vainqueur. Fernando Alonso et George Russell sont en bagarre pour la sixième place quand, dans le dernier tour, le pilote Aston Martin lève le pied plus tôt que d'habitude dans l'enchainement rapide des virages 6 et 7. Russell, déventé, perd le contrôle de sa Mercedes qui part dans le gravier, rebondit contre le mur et achève sa course sur le flanc au milieu de la piste. Le Grand Prix se termine sous le régime de la voiture de sécurité virtuelle et Sainz, élu pilote du jour, demande par radio à Leclerc de s'approcher pour que les SF-24 passent triomphalement de concert la ligne d'arrivée. Alonso, jugé responsable du crash de Russell par les commissaires contre l'avis du commissaire-pilote Johnny Herbert, écope ultérieurement d'une pénalité de vingt secondes et recule au huitième rang. Son coéquipier Lance Stroll se classe dès lors sixième. Derrière, Yuki Tsunoda apporte à son écurie Racing Bulls ses premiers points de la saison. Les Haas VF-24 de Nico Hülkenberg et de Kevin Magnussen prennent les points restants. Le vainqueur du jour ne manque pas de rappeler que ces premiers mois de 2024 ont constitué pour lui des « montagnes russes » et qu'il est encore sans contrat pour 2025. 
Au classement du championnat, Verstappen, malgré son abandon, conserve la tête avec 51 points alors que Leclerc (47 points) se rapproche. Tirant parti de cette victoire, Sainz (40 points) grimpe au quatrième rang, derrière Pérez (46 points). Suivent les pilotes McLaren, Piastri (28 points) et Norris (27 points), Russell (18 points) et Alonso (16 points) ; Stroll (9 points) devance Hamilton (8 points) qui concède vivre le plus mauvais début de saison de toute sa carrière. Comme chez les pilotes, Red Bull (97 points) possède quatre unités d'avance sur Ferrari (93 points). McLaren, troisième, (55 points) est suivi par Mercedes (26 points) et Aston Martin (25 points). Racing Bulls entre au classement à la sixième place (4 points) devant Haas (4 points). Wiliams, Kick Sauber, et Alpine n'ont pas encore marqué.

## Pneus disponibles
| Pneus pour piste sèche | Pneus pour piste sèche | Pneus pour piste sèche | Pneus pluie    | Pneus pluie |
| ---------------------- | ---------------------- | ---------------------- | -------------- | ----------- |
| Durs (Type C3)         | Medium (Type C4)       | Tendres (Type C5)      | Intermédiaires | Pluie       |

## Contexte avant la course

### Sauber change de nom
Sauber, qui a disputé les deux premiers Grands Prix de la saison sous le nom commercial Stake F1 Team, choisit, à l'occasion de l'épreuve australienne de courir sous la dénomination Kick Sauber F1.

### Horner Gate
La BBC révèle que l'employée de Red Bull Racing qui a émis les accusations envers Christian Horner, et qui vient d'être suspendue par son employeur, a saisi le comité d'éthique de la FIA sur le sujet et va faire appel, en interne, des conclusions de l'enquête menée à la demande de l'entreprise,. La FIA explique ne pas pouvoir confirmer cette information en raison de la nature même des accusations : « À la FIA, les demandes et les plaintes sont reçues et gérées par le responsable conformité et, le cas échéant, par le comité d'éthique. Ces deux organes fonctionnent de manière autonome et garantissent une stricte confidentialité tout au long du processus. Par conséquent, et de manière générale, nous ne sommes pas en mesure de confirmer la réception d'une plainte spécifique et il est peu probable que nous soyons en mesure de fournir d'autres commentaires sur les plaintes que nous pourrions recevoir de la part de n'importe quelle partie. »

## Essais libres

### Première séance, le vendredi de 12 h 30 à 13 h 30
| Pos. | Pilote          | Voiture                 | Chrono         | Écart     |
| ---- | --------------- | ----------------------- | -------------- | --------- |
| 1    | Lando Norris    | McLaren-Mercedes        | 1 min 18 s 564 |           |
| 2    | Max Verstappen  | Red Bull-Honda RBPT     | 1 min 18 s 582 | + 0 s 018 |
| 3    | George Russell  | Mercedes                | 1 min 18 s 597 | + 0 s 033 |
| 4    | Charles Leclerc | Ferrari                 | 1 min 18 s 599 | + 0 s 035 |
| 5    | Yuki Tsunoda    | Racing Bulls-Honda RBPT | 1 min 18 s 621 | + 0 s 057 |
| 6    | Sergio Pérez    | Red Bull-Honda RBPT     | 1 min 18 s 642 | + 0 s 078 |

- Alexander Albon est victime d'un accident dans le long secteur rapide au bord du lac, ce qui entraîne une interruption de la session au drapeau rouge ; sa voiture est très endommagée après deux chocs contre le mur, d'abord à droite puis à gauche. Le Thaïlandais avait déjà connu un incident similaire au même endroit l'année précédente, en course. Williams annonce ne pas être en mesure de réparer la monoplace pour la seconde séance d'essai de la journée : « Suite à l’accident d'Alex en EL1, nous pouvons confirmer qu'il ne participera pas aux EL2 alors que nous continuons d'évaluer les dégâts. Alex n’a pas été blessé lors de l’accident. » L'équipe envisage toutefois, si le châssis d'Albon ne peut être réparé, de sacrifier Logan Sargeant pour le reste du weekend en confiant sa monoplace à son coéquipier[7],[8].

### Deuxième séance, le vendredi de 16 h à 17 h
| Pos. | Pilote           | Voiture               | Chrono         | Écart     |
| ---- | ---------------- | --------------------- | -------------- | --------- |
| 1    | Charles Leclerc  | Ferrari               | 1 min 17 s 277 |           |
| 2    | Max Verstappen   | Red Bull-Honda RBPT   | 1 min 17 s 658 | + 0 s 381 |
| 3    | Carlos Sainz Jr. | Ferrari               | 1 min 17 s 707 | + 0 s 430 |
| 4    | Lance Stroll     | Aston Martin-Mercedes | 1 min 17 s 822 | + 0 s 545 |
| 5    | Fernando Alonso  | Aston Martin-Mercedes | 1 min 17 s 912 | + 0 s 635 |
| 6    | George Russell   | Mercedes              | 1 min 17 s 951 | + 0 s 674 |

- Alexander Albon ne participe pas à cette séance d'essai, sa FW46 n'étant pas réparable sur place. Williams annonce officiellement ne pouvoir engager qu'une seule monoplace sur la grille de départ du Grand Prix ; Logan Sargeant cède sa place à son coéquipier pour le reste du weekend. James Vowles déclare : « Nous sommes extrêmement déçus que les dommages subis par le châssis nous obligent à le retirer pour le reste du weekend. Il est inacceptable dans la Formule 1 actuelle de ne pas avoir de châssis de rechange mais cela reflète notre retard et illustre pourquoi nous devons procéder à des changements importants afin de nous mettre dans une meilleure position pour l'avenir. En conséquence, nous avons eu des décisions très difficiles à prendre. Même si Logan ne devrait pas avoir à souffrir d'une erreur qu’il n'a pas commise, chaque course compte lorsque le peloton est plus serré que jamais : nous avons donc pris la décision en fonction de notre meilleur potentiel pour marquer des points ce weekend. »[10],[11].

### Troisième séance, le samedi de 12 h 30 à 13 h 30
| Pos. | Pilote           | Voiture               | Chrono         | Écart     |
| ---- | ---------------- | --------------------- | -------------- | --------- |
| 1    | Charles Leclerc  | Ferrari               | 1 min 16 s 714 |           |
| 2    | Max Verstappen   | Red Bull-Honda RBPT   | 1 min 16 s 734 | + 0 s 020 |
| 3    | Carlos Sainz Jr. | Ferrari               | 1 min 16 s 791 | + 0 s 077 |
| 4    | Lewis Hamilton   | Mercedes              | 1 min 16 s 806 | + 0 s 092 |
| 5    | George Russell   | Mercedes              | 1 min 16 s 886 | + 0 s 172 |
| 6    | Fernando Alonso  | Aston Martin-Mercedes | 1 min 16 s 997 | + 0 s 283 |

## Séance de qualifications

### Résultats des qualifications
| Pos. | Pilote           | Écurie                  | Qualifications 1 | Qualifications 2 | Qualifications 3 |
| --- | ---------------- | ----------------------- | ---------------- | ---------------- | ---------------- |
| 1 | Max Verstappen   | Red Bull-Honda RBPT     | 1 min 16 s 819   | 1 min 16 s 387   | 1 min 15 s 915   |
| 2 | Carlos Sainz     | Ferrari                 | 1 min 16 s 731   | 1 min 16 s 189   | 1 min 16 s 185   |
| 3 | Sergio Pérez     | Red Bull-Honda RBPT     | 1 min 16 s 805   | 1 min 16 s 631   | 1 min 16 s 274   |
| 4 | Lando Norris     | McLaren-Mercedes        | 1 min 17 s 430   | 1 min 16 s 750   | 1 min 16 s 315   |
| 5 | Charles Leclerc  | Ferrari                 | 1 min 16 s 984   | 1 min 16 s 304   | 1 min 16 s 435   |
| 6 | Oscar Piastri    | McLaren-Mercedes        | 1 min 17 s 369   | 1 min 16 s 601   | 1 min 16 s 572   |
| 7 | George Russell   | Mercedes                | 1 min 17 s 062   | 1 min 16 s 901   | 1 min 16 s 724   |
| 8 | Yuki Tsunoda     | Racing Bulls-Honda RBPT | 1 min 17 s 356   | 1 min 16 s 791   | 1 min 16 s 788   |
| 9 | Lance Stroll     | Aston Martin-Mercedes   | 1 min 17 s 376   | 1 min 16 s 780   | 1 min 17 s 072   |
| 10 | Fernando Alonso  | Aston Martin-Mercedes   | 1 min 16 s 991   | 1 min 16 s 710   | 1 min 17 s 552   |
| 11 | Lewis Hamilton   | Mercedes                | 1 min 17 s 499   | 1 min 16 s 960   |                  |
| 12 | Alexander Albon  | Williams-Mercedes       | 1 min 17 s 130   | 1 min 17 s 167   |                  |
| 13 | Valtteri Bottas  | Kick Sauber-Ferrari     | 1 min 17 s 543   | 1 min 17 s 340   |                  |
| 14 | Kevin Magnussen  | Haas-Ferrari            | 1 min 17 s 709   | 1 min 17 s 427   |                  |
| 15 | Esteban Ocon     | Alpine-Renault          | 1 min 17 s 617   | 1 min 17 s 697   |                  |
| 16 | Nico Hülkenberg  | Haas-Ferrari            | 1 min 17 s 976   |                  |                  |
| 17 | Pierre Gasly     | Alpine-Renault          | 1 min 17 s 982   |                  |                  |
| 18 | Daniel Ricciardo | Racing Bulls-Honda RBPT | 1 min 18 s 085   |                  |                  |
| 19 | Zhou Guanyu      | Kick Sauber-Ferrari     | 1 min 18 s 188   |                  |                  |
| Temps minimal à réaliser pour la qualification : 1 min 22 s 731 (107 % du meilleur temps en Q1 : 1 min 16 s 731) |                  |                         |                  |                  |                  |
| Forf. | Logan Sargeant   | Williams-Mercedes       |                  |                  |                  |

### Grille de départ
- Sergio Pérez, auteur du troisième temps des qualifications, est pénalisé d'un recul de trois places sur la grille de départ pour avoir gêné Nico Hülkenberg lors de la première phase qualificative ; il s'élance sixième[14],[15],[16] ;
- Zhou Guanyu, auteur du dix-neuvième temps des qualifications, est pénalisé d'un départ depuis la voie des stands. Les mécaniciens de Sauber, ne disposant pas d'un aileron avant de rechange de la même spécification que celui qu'il a endommagé lors de la séance de qualification, ont dû modifier la monoplace sous le régime du parc fermé[17].

## Course

### Classement de la course
| Pos.  | no | Pilote           | Écurie                  | Tours | Temps/Abandon                            | Grille | Points |
| ----- | -- | ---------------- | ----------------------- | ----- | ---------------------------------------- | ------ | ------ |
| 1     | 55 | Carlos Sainz     | Ferrari                 | 58    | 1 heure 20 min 26 s 843 (228,130 km/h)   | 2      | 25     |
| 2     | 16 | Charles Leclerc  | Ferrari                 | 58    | + 2 s 366                                | 4      | 18 + 1 |
| 3     | 4  | Lando Norris     | McLaren-Mercedes        | 58    | + 5 s 904                                | 3      | 15     |
| 4     | 81 | Oscar Piastri    | McLaren-Mercedes        | 58    | + 35 s 770                               | 5      | 12     |
| 5     | 11 | Sergio Pérez     | Red Bull-Honda RBPT     | 58    | + 56 s 309                               | 6      | 10     |
| 6     | 18 | Lance Stroll     | Aston Martin-Mercedes   | 58    | + 1 min 33 s 222                         | 9      | 8      |
| 7     | 22 | Yuki Tsunoda     | Racing Bulls-Honda RBPT | 58    | + 1 min 35 s 601                         | 8      | 6      |
| 8     | 14 | Fernando Alonso  | Aston Martin-Mercedes   | 58    | + 1 min 40 s 992 (dont 20 s de pénalité) | 10     | 4      |
| 9     | 27 | Nico Hülkenberg  | Haas-Ferrari            | 58    | + 1 min 44 s 553                         | 16     | 2      |
| 10    | 20 | Kevin Magnussen  | Haas-Ferrari            | 57    | + 1 tour                                 | 14     | 1      |
| 11    | 23 | Alexander Albon  | Williams-Mercedes       | 57    | + 1 tour                                 | 12     |        |
| 12    | 3  | Daniel Ricciardo | Racing Bulls-Honda RBPT | 57    | + 1 tour                                 | 18     |        |
| 13    | 10 | Pierre Gasly     | Alpine-Renault          | 57    | + 1 tour (dont 5 s de pénalité)          | 17     |        |
| 14    | 77 | Valtteri Bottas  | Kick Sauber-Ferrari     | 57    | + 1 tour                                 | 13     |        |
| 15    | 24 | Zhou Guanyu      | Kick Sauber-Ferrari     | 57    | + 1 tour                                 | 19     |        |
| 16    | 31 | Esteban Ocon     | Alpine-Renault          | 57    | + 1 tour                                 | 15     |        |
| 17    | 63 | George Russell   | Mercedes                | 56    | Accident                                 | 7      |        |
| Abd.  | 44 | Lewis Hamilton   | Mercedes                | 15    | Moteur                                   | 11     |        |
| Abd.  | 1  | Max Verstappen   | Red Bull-Honda RBPT     | 3     | Freins                                   | 1      |        |
| Forf. | 2  | Logan Sargeant   | Williams-Mercedes       |       | Pas de châssis                           |        |        |

### Pole position et record du tour
- Pole position :  Max Verstappen (Red Bull-Honda RBPT) en 1 min 15 s 915 (250,290 km/h)[19].
- Meilleur tour en course :  Charles Leclerc (Ferrari) en 1 min 19 s 813 (238,066 km/h) au cinquante-sixième ; deuxième de la course, il remporte le point bonus associé au meilleur tour en course[20].

### Tours en tête
- Max Verstappen (Red Bull-Honda RBPT) : 1 tour (1)[21]
- Carlos Sainz Jr. (Ferrari) : 57 tours (2-58)

## Classements généraux à l'issue de la course
| Pos. | Pilote           | Écurie                  | Points |
| ---- | ---------------- | ----------------------- | ------ |
| 1    | Max Verstappen   | Red Bull-Honda RBPT     | 51     |
| 2    | Charles Leclerc  | Ferrari                 | 47     |
| 3    | Sergio Pérez     | Red Bull-Honda RBPT     | 46     |
| 4    | Carlos Sainz Jr. | Ferrari                 | 40     |
| 5    | Oscar Piastri    | McLaren-Mercedes        | 28     |
| 6    | Lando Norris     | McLaren-Mercedes        | 27     |
| 7    | George Russell   | Mercedes                | 18     |
| 8    | Fernando Alonso  | Aston Martin-Mercedes   | 16     |
| 9    | Lance Stroll     | Aston Martin-Mercedes   | 9      |
| 10   | Lewis Hamilton   | Mercedes                | 8      |
| 11   | Oliver Bearman   | Ferrari                 | 6      |
| 12   | Yuki Tsunoda     | Racing Bulls-Honda RBPT | 6      |
| 13   | Nico Hulkenberg  | Haas-Ferrari            | 3      |
| 14   | Kevin Magnussen  | Haas-Ferrari            | 1      |

| Pos. | Écurie                  | Points |
| ---- | ----------------------- | ------ |
| 1    | Red Bull-Honda RBPT     | 97     |
| 2    | Ferrari                 | 93     |
| 3    | McLaren-Mercedes        | 55     |
| 4    | Mercedes                | 26     |
| 5    | Aston Martin-Mercedes   | 25     |
| 6    | Racing Bulls-Honda RBPT | 6      |
| 7    | Haas-Ferrari            | 4      |

## Statistiques
Le Grand Prix d'Australie 2024 représente :
- la 35e pole position de Max Verstappen, sa troisième en trois courses[24] ;
- la 3e victoire de Carlos Sainz Jr.[25] ;
- le 20e podium de Carlos Sainz Jr.[26] ;
- la 244e victoire pour Ferrari en tant que constructeur[27] ;
- la 245e victoire pour Ferrari en tant que motoriste[28] ;
- le 86e doublé pour Ferrari en tant que constructeur, le premier depuis le Grand Prix de Bahreïn 2022 et la victoire de Leclerc devant Sainz[29] ;

Au cours de ce Grand Prix :
- Carlos Sainz Jr. est élu « pilote du jour » à l'issue d'un vote organisé sur le site officiel de la Formule 1[30] ;
- Carlos Sainz Jr. passe la barre des 1 000 points inscrits en Formule 1 (1 002,5 points)[31] ;
- Mercedes connaît son premier double abandon depuis le Grand Prix automobile d'Autriche 2018 ;
- les séries de 9 victoires consécutives et de 43 Grands Prix dans les points (dont 35 victoires) de Max Verstappen se terminent à l'issue de cette course[32],[33] ;
- Johnny Herbert (161 Grands Prix entre 1989 et 2000, 3 victoires et 7 podiums ; vainqueur des 24 Heures du Mans 1991,vainqueur des 12 Heures de Sebring 2002, champion de Speedcar Series en 2008) est nommé conseiller par la FIA pour aider dans leurs jugements le groupe des commissaires de course[34].